# Edda Mutter
Edda Mutter (Berlino, 29 giugno 1970) è un'ex sciatrice alpina tedesca.
Agli inizi della carriera, prima della riunificazione tedesca (1990), gareggiò per la nazionale tedesca occidentale.

## Biografia
La Mutter debuttò in campo internazionale in occasione dei Mondiali juniores di Madonna di Campiglio 1988 e nella successiva rassegna iridata giovanile di Alyeska 1989 vinse la medaglia d'oro nella combinata. Specializzatasi nello slalom speciale, in Coppa del Mondo ottenne il primo piazzamento il 30 novembre 1991 a Lech (25ª) e nella stagione successiva ai Mondiali di Morioka 1993, sua unica presenza iridata, si classificò 16ª. Ottenne il miglior piazzamento in Coppa del Mondo il 23 gennaio 1994 a Maribor (7ª) e ai successivi XVII Giochi olimpici invernali di Lillehammer 1994, sua unica presenza olimpica, non completò la prova; conquistò l'ultimo podio in Coppa Europa il 22 gennaio 1996 a Krompachy/Plejsy (3ª) e prese per l'ultima volta il via in Coppa del Mondo il 28 gennaio 1996 a Saint-Gervais-les-Bains, senza completare la prova. Si ritirò durante la stagione 2000-2001 e la sua ultima gara fu uno slalom gigante FIS disputato il 22 febbraio a Vail.

## Palmarès

### Mondiali juniores
- 1 medaglia:
  - 1 oro (combinata[1] ad Alyeska 1989)

### Coppa del Mondo
- Miglior piazzamento in classifica generale: 68ª nel 1993

### Coppa Europa
- 1 podio (dati dalla stagione 1994-1995):
  - 1 terzo posto

### Nor-Am Cup
- 1 podio (dati dalla stagione 1994-1995):
  - 1 secondo posto